# 大多和就重
大多和 就重（おおたわ なりしげ）は、戦国時代から安土桃山時代にかけての武将。毛利氏の家臣で、毛利水軍の将の一人として活躍した。

## 生涯

### 転戦
詳しい出自は不明だが、安芸国賀茂郡中河内を本拠とした国人である大多和氏に生まれ、毛利元就、隆元、輝元の三代に仕える。
天文21年（1552年）12月28日、毛利元就から「就」の偏諱を与えられ「就重」と名乗った。
天文23年（1554年）6月5日の折敷畑の戦いにおいて陶晴賢軍の敵兵を討ち取り、6月11日に毛利元就・隆元父子から感状を与えられた。
天文24年（1555年）3月10日に元就から安芸国安芸郡において温科の田5段と府中の田2町5段大、佐東郡北庄において畠3貫800文を与えられ、同年3月28日には、元就からいつでも命令があれば直ちに警固衆が出陣できるように準備するよう命じられている。
同年7月10日に陶軍の三浦房清が数隻の兵船を率いて厳島を偵察した後に香川光景が守る仁保島を焼き討ちしているが、同日に就重と福田藤二郎が三浦房清の兵船に紛れて厳島の宮尾城に入り、城将の己斐豊後守に情報を伝えた。翌7月11日に元就・隆元父子は赤川元久を通じて就重と福田藤二郎の功を称賛している。
同年12月15日に「宗兵衛尉」の官途名を与えられた。
永禄4年（1561年）10月26日の豊前国企救郡門司における大友氏との合戦（門司城の戦い）においては一番槍の武功を挙げ、永禄5年（1562年）4月7日に毛利元就から感状を与えられた。
永禄6年（1563年）11月、尼子軍の兵糧船が因幡国と但馬国を出発して出雲国へ向かったという情報を得た元就は、兵糧船の迎撃のために毛利水軍の児玉就方、飯田義武、山県就知、就重らに出雲国の美保関から伯耆国会見郡の弓ヶ浜に至る海上の警戒を命じ、合わせて福原貞俊を主将とする軍に飛落元吉が率いる鉄砲隊200人をつけて兵糧船の上陸に備えて弓ヶ浜に派遣した。月山富田城の尼子義久は兵糧船の上陸を援護するための軍を弓ヶ浜に派遣し、11月15日の夜に弓ヶ浜の毛利軍に夜襲を仕掛けたため、尼子軍を迎え撃つ福原貞俊の援軍として海上の毛利水軍も急遽上陸して尼子軍を撃退した。この時の戦いで就重は先頭に立って敵数人を討ち取り、11月20日に飯田義武、桑原龍秋、豊島又五郎らと共に元就から感状を与えられている。弓ヶ浜での戦いの後は再び毛利水軍は海上警戒に戻り、尼子軍の船の追撃と拿捕を行い、兵糧の奪取に成功している。
以上のように、天文23年（1554年）の防芸引分以降、就重が多くの手柄を立てていることを児玉就方が取り上げ、就重自身による度々の愁訴を井上就重が元就に披露していたため、永禄7年（1564年）7月11日に安芸国佐東郡深川郷の内の10貫の地と周防国都濃郡矢地・富田の内の5貫の地を元就から与えられた。
永禄11年（1568年）11月5日、豊前国門司に籠城するべき者たちが共に籠城しなかった場合、即時に召し放って給地を没収するようにとの元就・輝元からの命を粟屋元久と共に受ける。
永禄13年（1570年）8月7日、屋敷分として安芸国沼田郡楠木において桑原分の畠7段1貫500目の地を元就から与えられた。
元亀2年（1571年）2月22日に児玉就方と共に備前国児島郡の本太城へ出陣することを輝元から命じられ、本太城合戦において能島村上水軍の村上武吉と戦った。

### 石山合戦
天正年間の織田氏との戦いにおいても毛利水軍の将として戦い、石山合戦では石山本願寺の顕如の援軍要請に応えた毛利氏からの援軍として、天正4年（1576年）に飯田元著と共に摂津国大坂へ出陣した。さらに同年11月中旬にも飯田元著と共に再び大坂出陣をすることになり、11月16日に毛利輝元は就重と飯田元著へ大坂在番の激励としてそれぞれ20貫の地を与えた。これ以後、数年に渡って石山本願寺に籠城することとなる。
天正5年（1577年）4月10日、小早川隆景が大坂在番中の就重と横田壱岐入道に書状を送り、播磨国飾磨郡英賀での合戦（英賀合戦）のために淡路国津名郡岩屋に在陣する警固衆を派遣するように菅重勝に命じたことを伝達している。同年6月19日に安芸国佐東郡五ヶ村の内、手嶋六郎二郎拘所の8貫300目、手嶋源次兵衛先給地の6貫500目、周防国都濃郡富田の内、手嶋六郎二郎先給地の10石足・富海の内5石足を与えられた。
天正8年（1580年）1月10日、帰国を願っていた就重に対して毛利輝元は書状を送り、就重の長期間の在陣の苦労は言い尽くせないし、当然帰国させるつもりであるが、今は就重が大坂にいることが重要な時であるため今少し逗留し、粟屋元種と相談して用心するように求め、合わせて銀子5枚を送っている。また、同年3月17日、毛利輝元は数年に渡って石山本願寺に籠城した就重の辛労は神妙なものであり子々孫々まで忘れないと労い、美作国内で100貫の地を与えた。
同年閏3月26日、教如（本願寺光寿）は輝元に書状を出し、「就重は数年在城して万端に気遣い、諸事の才覚も比類なきものであった。今般、就重は帰国したいと願い出ていたが、就重が帰国したならば本願寺は力を失ってしまうために是非を顧みず抑留してしまい、迷惑をかけてしまった」と謝している。

### 晩年
天正11年（1583年）閏1月28日、2月24日、3月30日と度々輝元から沼田郡へ呼び出され、その都度伊予国の来島や務司へ派遣された。また、同年2月26日に「河内守」の受領名を輝元から与えられている。
天正12年（1584年）、小早川秀包が羽柴秀吉に従って小牧・長久手の戦いに従軍するにあたって、安芸国の沼田にいた小早川隆景が秀包の内意として、辛労ながら就重も同行させて欲しいと輝元に求めた。輝元は3月19日に就重へ書状を送って上洛を依頼し、就重は4月12日に出立した。
天正15年（1587年）7月8日に死去。同年7月29日に嫡男・元直の家督と知行の相続が輝元に認められた。